# Sven Breidenbach
Sven Breidenbach (* 18. September 1989) ist ein deutscher American-Football-Spieler. Er spielt auf der Position der Offensive Line für die Rhein Fire in der European League of Football (ELF).

## Werdegang

### Herren
Im Jahr 2014 begann Breidenbach bei den Cologne Crocodiles seine Karriere im Herrenbereich im American Football. In seinen ersten 2 Jahren begann er auf der Position des Defensive End. Im Jahre 2016 wurde Breidenbach mit seinem Team GFL 2 Nord Meister und verbuchte seine erste Spielzeit in der Offensive Line als rechter Tackle. Im Jahr 2017 spielte Breidenbach in der höchsten deutschen American Football Liga der German Football League und begann sich einen Namen in der europäischen Football-Szene zu erarbeiten. Im Jahr 2018 erreichte Breidenbach mit den Cologne Crocodiles das erste Mal die Play-offs der German Football League, wo die Mannschaft jedoch ins Viertelfinale gegen die Schwäbisch Hall Unicorns ausgeschieden ist. Im Januar 2020 nahm Breidenbach am Global Combine der Canadian Football League (CFL) in Frankfurt am Main teil und war einer der beiden deutschen Spieler die eine sofortige Einladung zum CFL Tryout in Toronto erhalten haben. Bedingt durch die COVID-19-Pandemie wurde das Tryout kurzfristig abgesagt. Daraufhin beschloss Breidenbach für die Panthers Wrocław im Jahr 2020 aufzulaufen. Dort gewann er die Saison mit seinem Team ungeschlagen und holte somit die polnische Meisterschaft. Im Finale gewann Breidenbach mit seiner Mannschaft im Olympiastadion Breslau mit 48:12 gegen die Lowlanders Białystok und konnte somit die perfekte Saison krönen. Nach der Season 2020 erhielt Breidenbach den Award AFI’s All-Pandemic Team 2020. Im Jahr 2021 konnte Breidenbach erneut am CFL Tryout teilnehmen, welches virtuell durchgeführt wurde. Leider hat keines der Teams im CFL Draft Breidenbach in sein Team aufgenommen. Somit kehrte Breidenbach im Jahr 2021 zu seinem Heimatverein den Cologne Crocodiles zurück und zog mit seiner Mannschaft nach einer erfolgreichen Saison in die Play-offs der German Football League ein, wo er mit seiner Mannschaft im Viertelfinale gegen die Saarland Hurricanes ausgeschieden ist. Breidenbach wurde nach der Saison 2021 in das German Football League All Star Team gewählt.
2022 wechselte Breidenbach in die European League of Football, wo er von Rhein Fire (ELF) unter Cheftrainer Jim Tomsula verpflichtet wurde. Er begründete diesen Schritt mit dem Wunsch, sein Talent auf der größten Bühne in ganz Europa unter Beweis stellen zu wollen. Am ersten Spieltag gewann er mit seiner Mannschaft das Eröffnungsspiel gegen den amtierenden Meister die Frankfurt Galaxy (ELF) in einem umkämpften Spiel und sicherte so seinem neu gegründeten Franchise einen erstklassigen Einstieg in die Saison. Breidenbach startete 2022 alle 12 Spieler. Nach Abschluss der regulären Saison wurde er in das ELF All Star Team berufen. Mitte November 2022 gab Rhein Fire (ELF) die Verlängerung mit Breidenbach um eine weitere Saison bekannt.
Am 24. September 2023 holte Breidenbach mit Rhein Fire den Titel im eigenen Stadion. Sie verloren in der gesamten Saison kein einziges Spiel und wurden somit zum ersten Team in der Geschichte der European League of Football mit einer sogenannten Perfect season.

#### Nationalmannschaft
Breidenbach ist deutscher Nationalspieler. Die Einberufung in die Nationalmannschaft fand im Jahr 2022 statt, wo er auf der Position des linken Tackles in der Offensive Line spielt.

## Privates
Breidenbach absolvierte eine Ausbildung zum Kaufmann für Versicherungen und Finanzen bei der Württembergische Versicherung in Köln.